# Malesherbes (metropolitana di Parigi)
Malesherbes è una stazione della metropolitana di Parigi, sulla linea 3, sita nel XVII arrondissement di Parigi.

## La stazione
Essa prende il nome dall'accademico di Francia Chrétien Guillaume de Lamoignon de Malesherbes (1721-1794) che fu ghigliottinato durante il Terrore.

## Interconnessioni
- Bus RATP - 94
- Noctilien - N16, N52

## Nelle vicinanze
- Université Paris IV-Sorbonne